# Lúcio Cornélio Lêntulo (cônsul em 327 a.C.)
Lúcio Cornélio Lêntulo (em latim: Lucius Cornelius Lentulus) foi um político da gente Cornélia nos primeiros anos da República Romana eleito cônsul em 327 a.C. com Quinto Publílio Filão. É possível que tenha sido nomeado ditador em 320 a.C., o ano seguinte da desgraça em Forcas Caudinas. Sérvio Cornélio Lêntulo, cônsul em 303 a.C., era seu filho.

## Segunda Guerra Samnita
Lúcio Cornélio comandou um exército de observação contras os samnitas em 324 a.C..

## Consulado (327 a.C.)
Lúcio Cornélio foi eleito cônsul em 327 a.C. com Quinto Publílio Filão. Enquanto Quinto Publílio comandava o exército que estava cercando Neápolis, Lúcio Cornélio invadia o território de seus aliados samnitas. Depois das eleições de dois novos cônsules, os dois receberam poderes proconsulares para poder continuar suas campanhas através de uma consulta ao Senado e um plebiscito, a primeira vez na história de Roma que pessoas foram investidas com o poder proconsular. O exército de Lúcio Cornélio capturou três cidades samnitas antes da chegada dos novos cônsules, Alifas, Califas e Rúfrio. No ano seguinte, iniciou a Segunda Guerra Samnita.

## Desastre de Forcas Caudinas
Cinco anos depois, era um legado militar do exército na Batalha das Forcas Caudinas e aconselhou os cônsules a aceitarem os termos humilhantes oferecidos pelo inimigo depois da derrota.

## Ditador (320 a.C.?)
Em 320 a.C., Lúcio Cornélio foi nomeado ditador e provavelmente foi o magistrado que vingou a desgraça do ano anterior, juntamente com seu mestre da cavalaria, Lúcio Papírio Cursor. Segundo Lívio, este fato já era disputado nas fontes que ele próprio consultou, mas o fato é que os seus descendentes reivindicaram a honra para si e assumiram o agnome "Caudino" (em latim: Caudinus). A outra possibilidade é que a campanha teria sido conduzida apenas pelos cônsules daquele ano, Quinto Publílio Filão e o próprio Lúcio Papírio Cursor, sem um ditador.